# Havran (film, 2012)
Havran je detektivní mysteriózní thriller z roku 2012. Zachycuje několik posledních fiktivních dní života Edgara Allana Poea, během nichž se spisovatel pouští do pronásledování sériového zabijáka, který vraždí podle jeho povídek.

## Děj
Když je detektiv Emmet Fields (Luke Evans) povolán k případu brutálních vražd dvou žen a dítěte, zjišťuje, že se zločiny až příliš podobají smyšleným vraždám z povídek Edgara Allana Poea. Poté, co je Poe zproštěn podezření, se stává součástí skupiny vyšetřovatelů a pomáhá zastavit toto krvavé šílenství. Vraždícímu psychopatovi se podaří zmocnit také Poeovy budoucí snoubenky Elizabeth (Alice Eve).
Na konci filmu Poe zachraňuje již polomrtvou Elizabeth a sám umírá.